# 沼泽蝗属
沼泽蝗属（学名：Mecostethus）是直翅目蝗科的一属，主要分布于欧亚大陆的沼泽地区或湿度大、植被覆盖度较高的地区。目前生物物种名录（Catalogue of Life）、全球生物多样性信息网络（GBIF）仅收录本属3种：
- 白城沼泽蝗（Mecostethus baichengensis）
- Mecostethus parapleurus
- 红股沼泽蝗（Mecostethus rufifemoralis）